# دیوید سامانز اوکامپو
دیوید سامانز اوکامپو (انگلیسی: David Samanez Ocampo؛ ۱۸۶۶ – ۱۳ ژوئیه ۱۹۴۷) یک سیاست‌مدار اهل پرو و از مارس تا دسامبر ۱۹۳۱ رئیس‌جمهور این کشور بود. 